# Mouvement progressiste (Cameroun)
Le Mouvement progressiste (MP, en anglais : Progressive Movement, PM) est un parti politique d'opposition mineur camerounais. Il a été formé le 23 août 1991 et est dirigé par Jean-Jacques Ekindi.
Ekindi était le candidat du MP à l'élection présidentielle d'octobre 1992, recevant officiellement 0,79% des voix et se plaçant en cinquième position. 
Une réunion du MP au Stade Omnisport de Bepanda à Douala le 21 mai 1994 a été interdite par le gouvernement, et lorsque les membres du parti ont essayé de tenir la réunion malgré tout, un certain nombre d'entre eux ont été battus par les forces de sécurité.
Se présentant à nouveau comme candidat du parti à l'élection présidentielle du 11 octobre 2004, Ekindi a annoncé son retrait de l'élection le 10 octobre en faveur de John Fru Ndi, le candidat du principal parti d'opposition, le Front social démocrate. Son nom est néanmoins resté sur le bulletin de vote, et il s'est classé 13e sur 16 candidats avec 0,27% des voix,.
Lors des élections législatives du 22 juillet 2007, Ekindi a été élu à l'Assemblée nationale en tant que candidat député de la circonscription de Wouri Centre dans la région du Littoral, où il a obtenu 22,43% des voix et l'un des trois sièges disponibles. Ekindi a été le seul membre de son parti à remporter un siège lors de l'élection de 2007. Peu avant l'élection, le 18 juillet 2007, le député a formalisé une alliance avec l'Union démocratique du Cameroun (UDC) ; dans le cadre de cet accord, les partis ont décidé de ne pas présenter de candidats dans les mêmes circonscriptions. Toujours au moment de l'élection, l'alliance entre le député et le SDF s'est effondrée car, selon Ekindi, le SDF a décidé de présenter des candidats dans la circonscription de Wouri Centre et a ignoré l'alliance.